# Ruggero Leoncavallo
Ruggero Leoncavallo (Napulj, 8. ožujka 1858. – Montecatini Terme pokraj Firence, 9. kolovoza 1919.), talijanski skladatelj.
Glavni je predstavnik talijanskog opernog verizma. Glavno djelo mu je opera Pagliacci na vlastiti libreto u kojemu prikazuje istiniti događaj iz života putujuće kalabrijske družine. U prologu te opere tumači estetska načela verističkog stila.

## Djela
- "Medici",
- "La Boheme",
- "Kralj Edip",
- "Kraljica ruža".